# Juan Patiño
Juan Patiño (Medellín, Antioquia, Colombia. 27 de julio de 1985) es un futbolista colombiano que juega como Arquero. 

## Clubes
| Club           | País     | Año         | Partidos |
| -------------- | -------- | ----------- | -------- |
| Leones Uraba   | Colombia | 2008 - 2012 | 49       |
| Uniautónoma    | Colombia | 2013        | 9        |
| Club Llaneros  | Colombia | 2015        | 16       |
| Fortaleza CEIF | Colombia | 2016        | 6        |

## Palmarés

### Campeonatos nacionales
| Título    | Club              | País     | Año  |
| --------- | ----------------- | -------- | ---- |
| Primera B | Uniautónoma F. C. | Colombia | 2013 |